# Karl-Heinz Bußert
Karl-Heinz Bußert, né le 8 janvier 1955 à Brandebourg, est un rameur et entraîneur d'aviron allemand qui concourait pour la RDA.

## Biographie
Bußert grandit dans le quartier Kirchmöser, à Brandebourg, et commence la pratique de l'aviron au club BSG Motor Plaue, sous la supervision du SG Dynamo Potsdam. Ses capacités attirent l'attention des responsables de ce club, qu'il rejoint bientôt. Ce transfert marque le véritable début de sa carrière et c'est sous les couleurs du SG Dynamo Potsdam qu'il obtient la plupart de ses succès. C'est cependant pour le SC Dynamo Berlin qu'il prend la seconde place du championnat national en deux de couple, en 1975. L'année suivante, il est remplaçant aux Jeux olympiques de 1976 à Montréal. Le forfait de Martin Winter lui offre l'occasion de s'aligner avec le quatre de couple, qui s'impose devant l'équipage soviétique . Bußert reçoit l''Ordre du mérite patriotique en argent pour cette performance.
Au cours des années suivantes, Bußert est titulaire du quatre de couple est-allemand et remporte cinq championnats du monde d'affilée, jusqu'en 1982. Il est cependant absent des Jeux olympiques de 1980, à Moscou. En 1983, la RFA met fin à l'invincibilité est-allemande en championnat du monde, depuis l'inscription du quatre de couple dans cette compétition en 1974. En 1984, Bußert passe au deux de couple, avec Rüdiger Reiche. Les deux hommes remportent le titre national mais ne participent pas aux Jeux olympiques de 1984, que la RDA boycotte. Bußert participe à sa dernière compétition au championnat du monde, en 1985, en quatre de couple. L'Allemagne de l'Est se classe deuxième, derrière le Canada[réf. souhaitée].
Mécanicien de formation, Bußert étudie ensuite les sports mais aussi les sciences politiques et intègre la police, à Potsdam. Il mène également une carrière d'entraîneur au sein du Brandenburg State Rowing Association. Il est membre du Potsdam Rowing Society, qui a succédé au SG Dynamo Potsdam.

## Palmarès

### Jeux olympiques
- Médaille d'or du quatre de couple aux Jeux olympiques de 1976 à Montréal

### Championnats du monde
- Médaille d'or du quatre de couple aux Championnats du monde d'aviron 1977 à Amsterdam
- Médaille d'or du quatre de couple aux Championnats du monde d'aviron 1978 au Lac Karapiro
- Médaille d'or du quatre de couple aux Championnats du monde d'aviron 1979 à Bled
- Médaille d'or du quatre de couple aux Championnats du monde d'aviron 1981 à Munich
- Médaille d'or du quatre de couple aux Championnats du monde d'aviron 1982 à Lucerne
- Médaille d'argent du quatre de couple aux Championnats du monde d'aviron 1983 à Duisbourg
- Médaille d'argent du quatre de couple aux Championnats du monde d'aviron 1985 à Willebroek